# Сражение под Кшикавкой
Сражение под Кшикавкой (польск. Bitwa pod Krzykawką) — бой между польскими повстанцами и русскими войсками, произошедший 23 апреля (5 мая) 1863 в ходе Январского восстания у деревни Кшикавка в окрестностях Олькуша и закончившийся разгромом повстанческого «Мазовецкого корпуса» полковника Юзефа Миневского.

## Предыстория
После боя под Подлесьем, в котором повстанцам с трудом удалось одержать победу, «Мазовецкому корпусу» под командованием полковника Юзефа Миневского, а также входящей в его состав группе иностранных добровольцев из 30 человек полковника Франческо Нулло пришлось 22 апреля (4 мая) отступить северо-восточнее в направлении Олькуша и стать лагерем между деревней Кшикавка и самим городом, обойдя его.
Тем же временем из самого Олькуша на разгром противника вышел отряд российских регулярных войск под командованием генерал-майора А. И. Шаховского в составе 4-й, 7-й и 9-й рот Витебского пехотного полка и 4-й роты 7-го стрелкового батальона.

## Бой
Сражение началось утром 23 апреля (5 мая) 1863 и продолжалось до 14 часов дня. Подошедший отряд русских войск фактический застал повстанцев Миневского врасплох, однако в суматохе командирам удалось построить своих людей тесным строем, разделив силы на три отдела. Центральным отделом командовал сам Миневский, правым флангом — Франческо Нулло, а левым — Чапский. 
Первоначально противники сошлись на расстояние в 200 шагов на лесной поляне, окруженной с четырёх сторон густым лесом. Ни одна из сторон не рисковала идти в атаку по открытой местности, поэтому в течение двух часов стороны обменивались оружейным огнём.
Однако вскоре Франческо Нулло, опасаясь, что войска противника могут скрытно обойти с флангов или зайти в тыл, начал атаку своим правым флангом. Нулло с криком и поднятой над головой саблей выбежал из леса, поведя за собой повстанцев. Однако уже в первые минуты атаки он был сражен пулей и скончался на месте. Тем не менее, в ходе рукопашного боя повстанцам сперва удалось потеснить российские войска и фактически обратить некоторую часть из них в бегство. Однако неожиданно на поле боя появилось подкрепление из трех рот пехоты, которому в течение некоторого времени удалось обратить людей Миневского в паническое бегство, полностью завершив сражение в свою пользу.

## Последствия
В бою повстанцы понесли значительные потери, в том числе был убит сам Франческо Нулло. Его личный адъютант Стефано Маркетти был тяжело ранен и эвакуирован частью сумевших прорваться с поля боя повстанцев в Хшанув, где и умер через два дня. Точно неизвестны потери отряда Миневского, однако известно о 30 пленных, из которых 14 были иностранными добровольцами из отряда Нулло..
Потеряв большую часть личного состава, продовольствия, боеприпасов и оружия, Миневский под давлением оставшихся в живых повстанцев был вынужден прекратить свою кампанию и 25 апреля (7 мая) 1863 года c остатками отряда вернуться на территорию Австрийской империи, где окончательно распустил свое воинское соединение.
Потери российских войск неизвестны.